# 小金宿

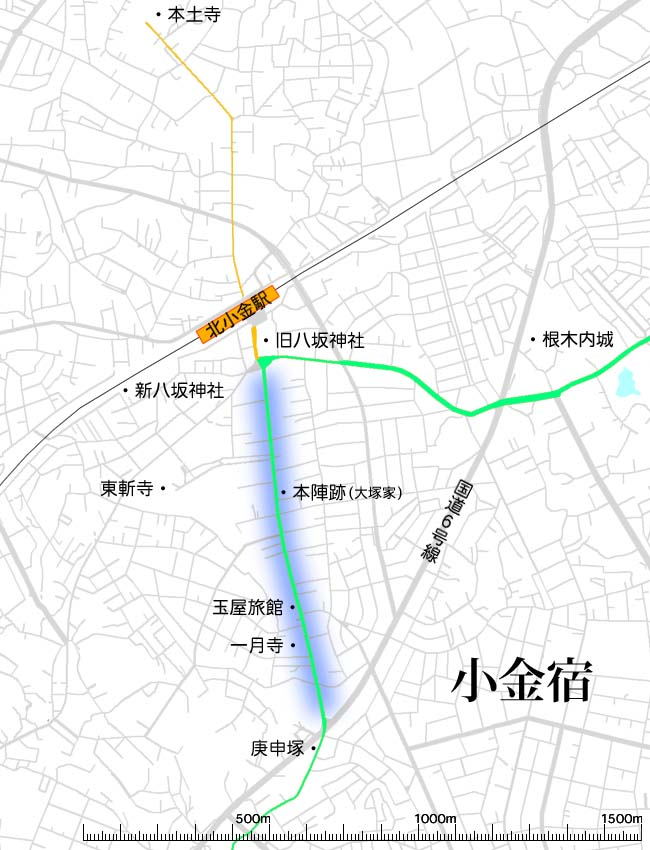
小金宿の現代地図に旧水戸街道の道筋を重ねた地図。

小金宿（こがねしゅく）は、水戸街道千住宿から3つ目の宿場町。現在の千葉県松戸市小金にあたる。

## 概要
中世において小金城の近くまで迫っていた太日河河岸からの城下に向かって形成された金宿（こがねしゅく）を原点として、水戸街道の整備とともに宿場町を形成していったと考えられている。宿場は南北に約1キロ程度の範囲に広がっており、北端で屈曲して東に向きを変えている。屈曲点からは更に北に本土寺への参道が伸びており、追分の石がある。この屈曲点には八坂神社がある。
家並みは1万軒余りで宿場町としての規模はとても大きかった。幕府の軍馬牧場である小金牧の近くに位置しており、重要性も高かった。一般大名用の本陣が置かれていたほか、水戸藩は独自に本陣（日暮家）を指定していた。
江戸時代末期に建てられた旅籠「玉屋」が残っており、外観を見ることが可能（100年以上を経過して2007年現在も民家として使われている現役建築物であり、内部は公開されていないが、小学生の町見学などで見ることが出来る）。

## 小金御厩・小金御殿
小金御厩は、初期には牧士頭と呼ばれた幕府の野馬奉行の屋敷である。牧士頭時代には小金牧全体と佐倉牧の一部、享保期に野馬奉行と改称され、中野牧・下野牧以外を管理し、綿貫家が代々その職に就いた。屋敷の場所は、北小金駅前、旧水戸街道沿いで、『関宿多功道見取絵図』、『千葉縣東葛飾郡誌』にも図示されている。12代政直は綿貫家を中興、墓は流山の清瀧寺にある。『房総町村と人物』に綿貫政吉が北小金駅設置に尽力したとあり、北小金駅の一部は野馬奉行屋敷の敷地跡の一部に当たる。
小金御殿と呼ばれた水戸家旅館は、家臣格の日暮玄蕃が留守居役であった。『駅路鞭影記』に、江戸から水戸に向かい、小金宿の右、東18〜19丁に水戸侯の御下屋敷があり、屋守が浅川才兵衛、宿の左に日暮玄蕃の居宅があり、水戸侯の御旅館という旨の記述がある。幕末の天狗党について記した『波山記事』にある小金原は、小金宿の近くの原の意味で、小金牧と異なるが、資料に日暮玄蕃の名があり、留守居役は代々襲名の上、世襲だった事を示す。『千葉縣東葛飾郡誌』では、旅館の場所は松戸市立小金小学校辺りの郵便局裏一帯で、日暮玄蕃は高城氏の財貨を横領して財を成した後、水戸家に取入り、明治維新後、旅館を拝領したものの、浪費のため畑になってしまったと、初代から子孫まで、あまり好意的には記していない。郵便局は移転し、現在は郵便ポストがある。
また、狩に訪れた光圀に襲いかかった猪を倒した事、日暮の宿について記した斉昭の書があった事、明治初年、吉原で俗謡ができるほどの浪費をした事も記している。井原西鶴『日本永代蔵』に「常陸の国に其身一代のうちの分限十万両のこがね（膠の月が金）が原と云所に日暮の何がしとて」の話がある。常陸とあるが「此所は江戸より程ちかければ」とも記されている。

## 周辺
- 一月寺
- 旅籠「玉屋」 - 江戸時代末期に建てられた旅籠で、当時の建築様式を良く伝えている。2007年現在、民家として使われている現役建築物でもある。
- 東漸寺
- 八坂神社 - 八坂神社系列の神社。
- 本土寺 - あじさいで有名な寺院。日蓮宗本山のひとつ。
- 根木内城 - 小金城の前に築城された周辺の拠点城のひとつ。東半分が根木内歴史公園として保存されている。

## 隣の宿
松戸宿 - 小金宿 - 我孫子宿
- 松戸宿 - 小金宿は一里二十八町（約7キロ）。
- 小金宿 - 我孫子宿は二里二十一町（約10キロ）。

この区間の千葉県柏市新木戸付近に日光街道東往還が分岐する追分があった。また、我孫子宿の江戸側約1キロ程度のところに布施弁天東海寺に至る参道との追分がある（その追分にひっぱられるように、水戸街道筋は大きく北に屈曲している）。
小金宿と我孫子宿の間には幕府の軍馬放牧場の小金牧があったために宿場は置かれておらず、間の宿として栄えた町も存在しなかったが、鉄道開通後、柏駅を中心とする都市が形成された。